# Abida pyrenaearia
Abida pyrenaearia es una especie de molusco gasterópodo pulmonado de la familia Chondrinidae.

## Distribución geográfica
Se distribuye por los Pirineos centrales y occidentales, principalmente en la vertiente norte (España y Francia).